# Dupinić Mali
Koordinati:   43°42′40″N, 15°42′42″E
Dupinić Mali je majhen nenaseljen otoček v Jadranskem morju. Pripada Hrvaški.
Dupanić Mali leži okoli 1,3 km zahodno od otoka Kaprije, ter okoli 0,7 km SSZ od otočka Dupinić Veliki. Površina otočka meri 0,01 km². Dolžina obalnega pasu je 0,38 km.